# Cerro Chepe
El Cerro Chepe es un cerro ubicado en la ciudad de Concepción, Chile. La atraviesa por uno de sus costados la Avenida 21 de Mayo, a la altura del barrio Lorenzo Arenas, y por el costado opuesto, el Río Biobío, a la altura del Puente Ferroviario Biobío, dando la cara a la comuna de San Pedro de la Paz.
En sus faldas se sitúa el Cementerio General de Concepción, y durante un tiempo sirvió como paseo y lugar de descanso, quedando de ello actualmente sólo una gran cruz y un mirador abandonados.

## Historia

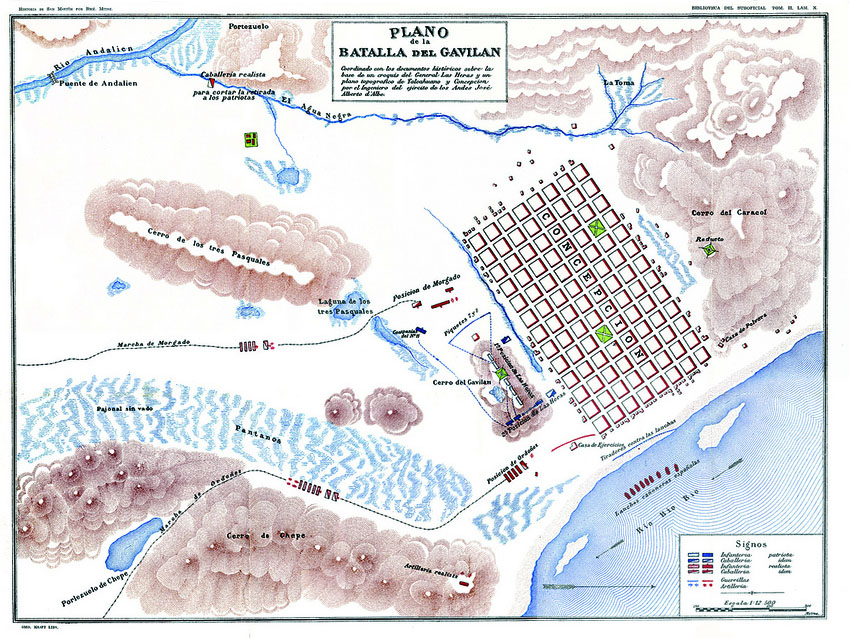
Situación del Cerro Chepe (abajo) a las afueras del Concepción de 1817, durante la Batalla del Cerro Gavilán.

El cerro originalmente estaba bastante alejado del centro de la ciudad, y fue influyente en la historia de Concepción hasta principios del siglo XIX, época en que todavía el río Biobío era navegable. En 1603 el gobernador de Chile Alonso de Ribera construyó sobre él un fuerte como defensa de acceso desde el río Biobío y como baluarte de la ciudad. Fue destruido por los mapuches en 1655; posteriormente, en 1656, el gobernador Porter y Casanate construyó un nuevo fuerte, siendo destruido nuevamente por el mestizo Alejo en 1660.
Su nombre se debe al cacique mapuche Chepe, dueño de esas tierras antes que pasaran a ser parte del territorio nacional. El jurista e historiador chileno Fernando Campos Harriet se refiere al cerro como sigue:

«Este collado se levanta al oeste de Concepción y próximo a la orilla norte del río Bío-Bío y allí el gobernador Alonso de Ribera edificó, como defensa del paso del río y como baluarte de la ciudad, un fuerte donde resistieron los penquistas la invasión de Pareja cuando, el 27 de marzo de 1813, desembarcó la primera expedición realista en San Vicente. Su nombre proviene del cacique Chepe, dueño de las tierras donde está el cerro, colindante con las del comisario general, Francisco de Tejeda, las que después pasaron a formar el Egido o tierras comunales de la actual ciudad.»
Fernando Campos Harriet

Más tarde, el 5 de mayo de 1817, durante el período de Patria Nueva, tuvo lugar allí el Combate de Chepe, en que el bando de los patriotas comandado por el General Las Heras, derrotó a los realistas, replegándolos hacia Talcahuano.

### El Cementerio General
La idea de construir un cementerio en las afueras de la ciudad se remonta a septiembre de 1823, fecha en que el Cerro Chepe pertenecía al fundo Hualpén, cuyos propietarios eran la familia Del Río Zañartu. El Intendente penquista de entonces, Juan de Dios Rivera, encomendó el estudio de la planificación a Pedro José del Río y Pedro Bernardo Vergara. Una vez se determinó la ubicación que sería definitiva, comenzó inmediatamente la inhumación de los cuerpos.
En 1844, la Municipalidad de Concepción adquiere definitivamente las tierras a los pies del Cerro Chepe. Desde ese momento al cerro se le llamó «Panteón», por el fin que prestaba. Por esta razón, en esos tiempos cuando alguien fallecía, la gente utilizaba la expresión «se fue pa' Chepe» (se fue para Chepe, en correcto español).
En 1872, Recaredo Santos Tornero en su obra Chile Ilustrado también dedica una pequeña reseña al Cerro Chepe, hablando acerca de la historia del Cementerio:

«Fue este primitivo cementerio, construido a fines de 1846 (...) en la parte norte del Cerro Chepe.»
Recaredo Santos Tornero

El administrador del cementerio, el doctor Guillermo Otto, se preocupó de crear un paso y lugar de descanso junto al cementerio, que incluía en el Cerro Chepe plantaciones, caminos y estatuas. Más tarde este parque fue destruido, los terrenos tomados y los suelos erosionados, quedando únicamente como recuerdo de él una cruz y mirador que siguen en pie en la actualidad.
A fines del siglo XIX, junto al Cerro se construye la Estación Chepe de ferrocarriles.

«En la bitácora de la ciudad marina, Chepe es el puerto final...»
Fernando Campos

## Cruz y Mirador

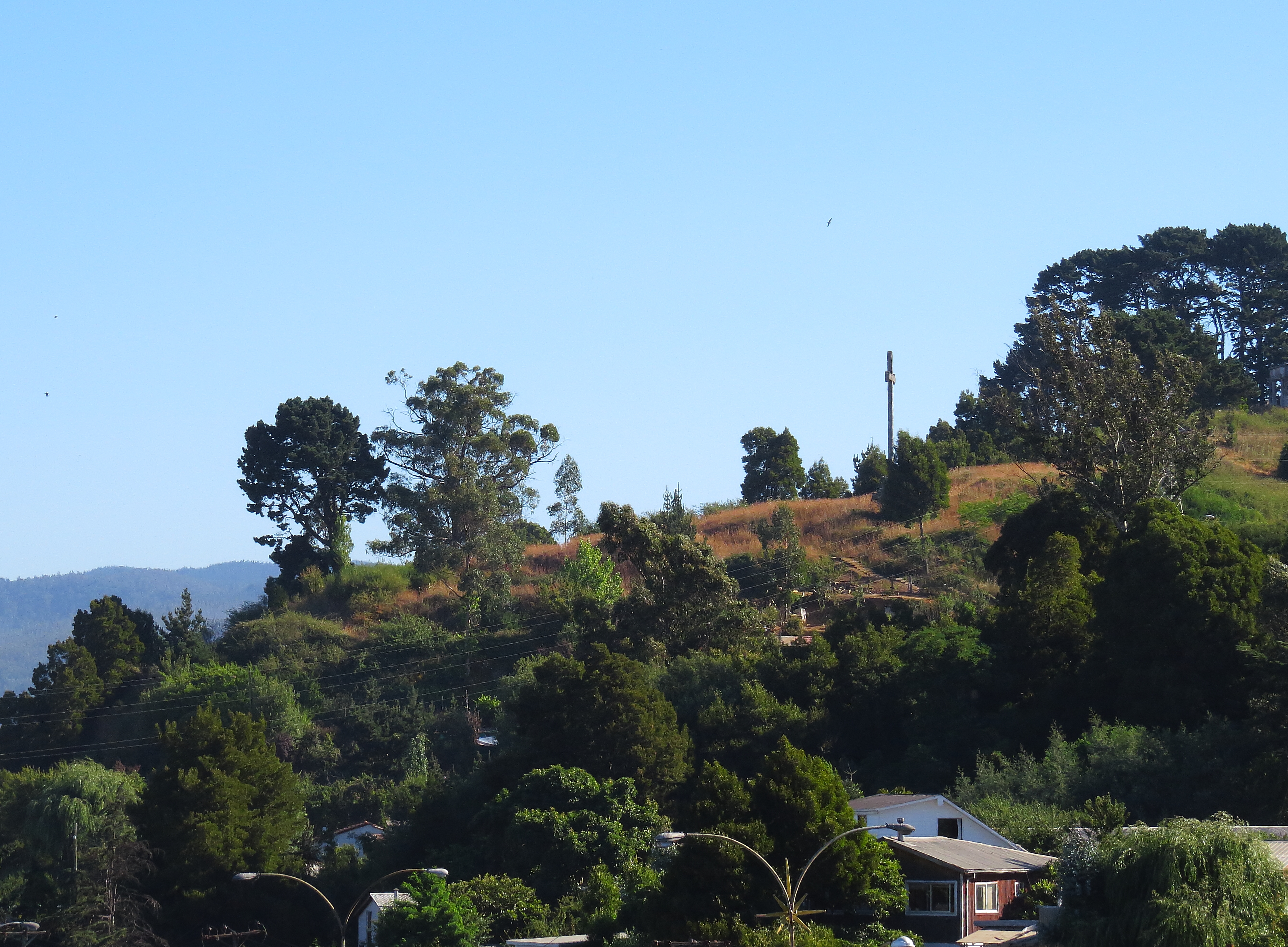
Cruz del cerro Chepe vista desde el mirador de la Laguna Redonda

Tanto la Cruz como el Mirador fueron construidos por el administrador del cementerio Guillermo Otto, y son las estructuras que quedan en pie en la actualidad, como recuerdos de lo que fue un paseo que hermoseó la ciudad.
El mirador posee una altura de 4 metros, y una base de 7 metros cuadrados. La cruz, por su parte, tiene 20 metros de altura, y una base de 2 metros cuadrados. Ambas estructuras están hechas de hormigón, y son consideradas Patrimonio Histórico de Concepción. En la cruz figura la siguiente descripción: «In Memoriam XIX Centenar Redemptionis XXXIX MCMXXXIII».

## Actualidad
Desde mediados del siglo XX se han sugerido diversas propuestas para reconstruir el paseo del Cerro Chepe. Sin embargo, dichos proyectos no han pasado de ser esfuerzos aislados.
En el lugar se encuentra un histórico sitio ceremonial mapuche. En abril de 2024, un grupo de desconocidos sustrajo un rewe instalado en el sector.